# 冷凍葬
冷凍葬或稱冰葬（英語：promession），是一種環保殯葬方式，以冷凍方式把遺體在數分鐘內分解成碎片。發明人是瑞典生物學家Susanne Wiigh-Mäsak，她將此命名為「promession」，名稱來自於義大利語的「promessa」（承諾）。

## 冰葬方式
冰葬是透过将遗体放入摄氏零下200度的液态氮改变人体结构，待人体的水分流失70%後，遗体會变得干燥易碎，再利用震动将遗体摇碎成骨灰。
冰葬的優點是比土葬或火葬更加环保和省时，加上冰葬机器可以连续不间断的处理遗体，在作业上也更有效率。同时骨灰会放入一个能分解的袋子中，约一年的时间后骨灰将变成有机的粉末融入土壤之中，成为树木和土地的养分。
2004年美国有线电视新闻网报道称，经营此服务的瑞典殡仪公司Promessa已向三十五个国家申请专利。